# تشانغ جونغ (لاعب سنوكر)
تشانغ جونغ (بالصينية المبسطة: 张永)‏ هو لاعب سنوكر صيني، ولد في 21 يوليو 1995 في الصين.

## روابط خارجية
- تشانغ جونغ على موقع CueTracker.net (الإنجليزية)
- تشانغ جونغ على موقع بطولة العالم للسنوكر (الإنجليزية)